# Norfolk Admirals (2015–)
Norfolk Admirals är ett amerikanskt professionellt ishockeylag som spelar i den nordamerikanska ishockeyligan ECHL sedan 2015. Laget har sitt ursprung från Bakersfield Condors, som flyttades till Norfolk i Virginia för att fylla det tomrum som uppstod efter att AHL-laget med samma namn tvingades flytta till Kalifornien. Det var ett beslut som fattades av AHL själva och inte Norfolk Admirals ägare. Anledningen till detta var att kunna blidka NHL:s önskemål om att ha AHL-lag närmare sina egna medlemsorganisationer rent geografiskt. Det nya laget hamnade i San Diego och fick namnet San Diego Gulls.
Admirals spelar sina hemmamatcher i inomhusarenan Norfolk Scope, som har en publikkapacitet på 8 701 åskådare vid ishockeyarrangemang. De har ännu inte vunnit nån Kelly Cup, som är trofén till det lag som vinner ECHL:s slutspel.
Spelare som har spelat för dem är bland andra Nicolas Blanchard, Josh Currie, Kevin Gagné, Brandon Halverson, Kevin Henderson, Ben Holmstrom, Connor Knapp och Niklas Lundström.